# 織田信忠
織田信忠（日语：／ Oda Nobutada，?—1582年6月21日），日本安土桃山時代的武將和大名。織田信長之子。父親信長在生前將家督讓與信忠，為織田政權的第二代當主。岐阜城主。

## 生平

### 少年時期
在弘治元年（1555年）至3年（1557年）期間於尾張國出生，家中嫡男（哥哥信正是庶長男）。生母是久庵慶珠。乳母是慈德院。還有被濃姬收為養子的説法（『勢州軍記』）。幼名是奇妙丸。在元服後改名為勘九郎信重，後來再改名為信忠。
永祿年間，織田家在美濃的領地與甲斐武田家的領國鄰接，東美濃國眾遠山氏的女兒成為信長的養女並嫁給武田信玄的兒子諏訪勝賴為正室，雙方成為婚姻同盟。根據『甲陽軍鑑』記載，勝賴的夫人在永祿10年（1567年）11月逝世，為了加強與武田的同盟關係，於是信忠與信玄的六女松姬定立婚約。
武田和織田之間的友好關係仍然持續，但是武田家在永祿年間開始侵攻織田家的盟友德川家康的領國三河和遠江。元龜3年（1572年），信玄呼應與信長敵對的將軍足利義昭的信長包圍網，並開始侵攻織田家的領地（西上作戰），武田和織田斷交，信忠與松姬的婚約亦被取消。此後，雖然武田家在勝賴末期時一直不斷嘗試改善與織田家的關係（甲江和與），不過武田和織田之間一直沒能達成和睦。
元龜3年（1572年）1月元服（『勢州軍記』），不過在天正元年（1573年）4月1日的『兼見卿記』、同年6月18日的『朝河文書』中亦被人以幼名「奇妙」稱呼，而名諱「信重」被確認的時期是在同年7月。而在『大縣神社文書』和『信長公記』中，同年8月12日向江北出陣的名字記錄亦由「奇妙」變為「勘九郎」，被推測元服時期是在17歲至19歲期間。以後跟隨信長在石山合戰、天正2年（1574年）2月的岩村城之戰、天正2年（1574年）7月至9月的伊勢長島攻擊（長島一向一揆）等各地轉戰。

### 信長的後繼者
天正3年（1575年）5月，織田家在長篠之戰中勝利後，以總大將的身分率軍進攻岩村城，擊退進行夜襲的武田軍並討取了1千1百餘敵軍而立下戰功，令武田家家臣秋山虎繁（信友）投降和岩村城開城（岩村城之戰）。此後在一連串與武田家的戰鬥中大大加強了武名。
天正4年（1576年）敘任正五位下，由出羽介晉升秋田城介，成為了一方的大名武將規格。因為足利義昭在織田氏之下仍然是留在備後的征夷大將軍，所以織田家就成為了征狄將軍。而且這個官職在對抗越後守護家上杉家有一定的意義。在同年11月28日成為織田家家督，得到尾張、美濃東部的支配權並因以濃姬作為養母而成為岐阜城城主（『信長公記』）。在信忠治理期間的濃尾兩國民生安泰、並無大事，同時著力於交通建設。雖然僅僅六年期間難以論斷，但可見信忠內政能力已經有一定水準。一說過往常年水患的木曾川上游的水利設施也是信忠所建。
在天正5年（1577年）2月進攻紀伊雜賀並攻陷中野城，於3月令鈴木重秀（雜賀孫一）等人投降。在8月成為討伐再次背離的大和松永久秀的總大將，以明智光秀為先陣並率領羽柴秀吉等諸將攻陷久秀、久通父子死守的大和信貴山城（信貴山城之戰），因為這次功績而敘任從三位左近衛權中將。由此時開始代替信長以總帥身份率領諸將。
天正6年（1578年），毛利家為了奪回播磨的上月城，毛利輝元親自動員10萬人以上的大軍並把本陣設在備中高松城，令吉川元春、小早川隆景、宇喜多忠家、村上水軍率領6萬1千人包圍上月城。信長亦為了救援上月城，於是以信忠為總大將，派出明智光秀、丹羽長秀、瀧川一益等諸將為援軍，正在包圍跟著攝津荒木村重倒戈叛變向毛利家的別所長治三木城的羽柴秀吉亦歸入信忠的指揮下，於是總共7萬2千人的織田軍在播磨佈陣。不過因為戰事陷入膠著狀態，於是以戰略上的理由而被信長指示從上月城撤退並專注攻略三木城。而在上月城籠城的尼子勝久等人向毛利家的吉川元春、小早川隆景降伏，上月城被攻陷（上月城之戰）。
天正8年（1580年），因為統率尾張南部的佐久間信盛和西美濃三人眾之一的安藤守就被流放，於是信忠在美濃、尾張兩國支配的領地增加。

### 甲州征伐
在天正10年（1582年）的甲州征伐中，以總大將身份率領美濃、尾張的軍勢5萬人與德川家康、北條氏政一同開始進攻武田領地。信忠從伊那方面進軍，一路上攻略信濃南部的武田家據點飯田城、高遠城。在攻略高遠城時，親自衝入城門口並站在陣前，破壞木柵並登上塀上命令軍隊（『信長公記』卷15）。
因為信忠進擊迅速，未能整理形勢並從諏訪撤退的武田勝賴放棄並燒燬新府城後逃亡。信忠開始進行追擊，在信長本隊進入武田領地前，逼使武田勝賴、信勝父子在天目山之戰中自殺，令武田家滅亡。3月26日，進入甲府的信長因為信忠的戰功而賞賜腰物「梨地蒔」，表明要「給予天下的與奪之權」（天下の儀も御与奪）的意思。因為論功行賞，寄騎部將河尻秀隆被賜予甲斐國（除了穴山梅雪的領地外）和信濃國諏訪郡，森長可被賜予信濃國高井、水內、更科、埴科郡，毛利長秀被賜予信濃國伊那郡，於是影響力達至美濃、尾張、甲斐、信濃4國。

### 本能寺之變
在天正10年（1582年）6月2日的本能寺之變中，與信長一同前往支援包圍備中高松城的羽柴秀吉途中，於京都的妙覺寺（信長以前都有許多次在此寺中逗留）留宿，在得知信長的宿所本能寺被明智光秀突襲後，親自前往本能寺救援，不過在知道信長自殺的消息後，以「光秀老謀深算，必對此有所準備」為由拒絕了親信「從這裡逃脫並前往安土城重振旗鼓」的建議。為了迎擊光秀而與異母弟津田源三郎（織田源三郎信房）、側近齋藤利治、京都所司代村井貞勝等人一同移動至皇太子誠仁親王的居宅二條新御所（御所之一），信忠讓誠仁親王逃出，與少量軍兵一同籠城。不過在明智軍的伊勢貞興進攻時，因為寡不敵眾而切腹自殺，由鎌田新介介錯，信忠遺命，把二條御所的緣板拆去並埋下自己的遺骸。得年26歲。與父親信長一樣，首級並沒有被明智軍發現。
信忠最後自殺也導致了日後織田家因繼承人真空產生繼承人選問題，進而演變成織田家崩解和羽柴秀吉權傾天下。
關於在本能寺之變中奮戰的具體內容，在『惟任謀反記』和『蓮成院記錄』中記載，親自揮劍擊殺敵軍（在『惟任謀反記』中記述「信忠第一個切擊，把面向自己的17人中切倒了8人」（信忠一番に切って出て、面に進む兵十七、八人これを切り伏す）「看見信忠，斬至人群中間時，使出稽古仕給劍法的古流、當流秘傳之術、英傑之一太刀的奧義，不斷斬擊」（信忠御覧じて、真中に切つて入り頃、稽古仕給ふ兵法の古流、当流秘伝の術、英傑の一太刀の奥義を尽くし、切つて廻り、薙ぎ伏す））。而信忠的小姓下方彌三郎在奮戰時左足負傷，脇腹被斬中而令腸臟都流出來。看見這個情況的信忠說出「真是勇猛。但今生已不能賞賜了，只能希望到來世再給罷！」（勇鋭と言うべし。今生で恩賞を与える事はかなわぬが、願わくば来世において授けようぞ）。信忠的話令彌三郎相當感激，於是笑著殺到敵中後被討死（『士林泝洄』）。

## 人物、逸話、出生

### 人物評價
- 在德川史觀中因為與松平信康比較而被評為「愚蠢的凡將」（暗愚な凡将），不過在現今主流的說法中，雖然及不上信長，但是以後繼者來說則是有足夠能力和資質的武將。信忠愚蠢的根據是在高柳光壽的著書『青史紅』中，關於在松平信康切腹事件的真相為由來。根據這個說法，信長因為自己的嫡子信忠遠遠比不上家康的嫡子信康，於是為了嫡子的將來而要除去信康。此說因為高柳光壽是當時學會的權威而廣泛流傳，結果信忠愚蠢的形象就長期被定形。此說僅提信康切腹而再無其他佐證、且考察顯示信長實際上並沒有對家康和信康兩人間的矛盾有任何干涉，所以現今的學界沒有信服，況且根據信忠的事蹟以及時常在信長授意下帶兵出征，若真庸碌絕無此可能，故信忠愚蠢的說法毫無根據，現今大多認為信忠是個優秀的武將。

- 『織田真記』與『天童織田家譜』曾紀錄，在信貴山城之戰後，正親町天皇稱讚織田信忠是「將帥之器，是才德兼備者也。」織田信長也說：「松永久秀百戰宿將，汝少年不日誅滅之，其功莫大焉。」

- 岩垣松苗編撰的『國史略』中紀錄在武田征伐後，對於能迅速消滅武田家，織田信長聞捷大悅，稱讚:「旗鼓三旬，而覆巢穴，取鯨鯢，信忠之勳偉矣。」

- 近藤瓶城編撰的『日本史記』也敘述織田信長對於織田信忠能迅速消滅武田家，稱讚說:「出師三十日乃定四國，穫其巨魁，此兒真奇妙也。」

- 關於本能寺之變，信長完全沒有成功逃走的可能性，不過信忠卻是有可能從京都逃出，從織田長益和前田玄以等人成功逃走來看，光秀並沒有封鎖京都。然而根據『當代記』中記載，在光秀突襲之際，側近中有人向信忠勸說逃往安土城，不過信忠卻認為「發起這樣謀反的光秀，應該會無論如何都把洛中的出入口拿到手中吧。失態地逃走途中完結才是可憐。不應該從這個地方退走」（これほどの謀反を企てる奴なら、どうして洛中の出入り口に手をまわしていないであろうか。無様に逃げ出して途中で果てることこそ無念である。悪戯にこの場所から退くべきではない）。

### 逸話
- 在出生時，據說因為樣貌奇妙而被父親信長改了奇妙丸的幼名。從小開始就被定為家督繼承人的信忠從信長處得到一切所需的東西等，受到相當的厚遇，以武將身份出陣前的時期亦跟隨信長並學習戰鬥。在信長被足利義昭賜予尾張守護的斯波家家督時，信長自身辭退並令兒子信忠繼承斯波家。

- 在天正9年（1581年）的京都軍演（日语：京都御馬揃え）之際，在織田家一門中的序列是第1位。還有被信長以形式上讓出家督，被任命統治父親的基礎尾張和美濃。

- 在『名將富鑛錄』中記述是織田家家臣們中優秀的武將，不過被信長評價為「只有外表的人才之類與愚人一樣」（見た目だけの器用者など愚か者と同じ）。不過在信忠於甲州征伐中攻下高遠城之際，受到信長讚賞，並在3月26日說出「天下之儀都應該讓給你」（天下の儀も御与奪なさるべき旨仰せらる，『信長公記』卷15）的說話。在攻入高遠城之際，信長命令避免深入地追擊武田家，不過在現場看見情勢的信忠違反命令並深入進攻，結果令甲斐源氏名門後裔武田家徹底滅亡，據說此時信長亦認同信忠的武才。

- 對父親有強烈忠實的形象，不過在進攻播磨三木城時與前來督戰的信長在作戰會議上爭辯。還有以喜愛『敦盛』中「人間五十年」而相當有名等，與愛好幸若舞的信長相對，信忠對能、狂言有著異常興趣。與德川家康同樣，收集了世阿彌稀少的著作。更有在伊勢松島中的群集前演出「能」的記錄（『勢州軍記』），信忠對能的技術被評為「非常好」（手前見事）（『當代記』卷2）。不過信長對於武将喜歡能的事情感到厭惡，曾說過「凡是舞樂都會浪費金銀、忘掉家業，是令國家混亂的原因」（およそ舞楽は金銀の無駄であり、家業を忘れ、国が乱れる本である）並在天正8年（1580年）沒收信忠的能道具並命令其謹慎（『勢州軍記』卷下）。

- 根據『三河物語』中記載，在本能寺中察覺到叛變的信長在最初以為「是城介（信忠的官稱）的謀反嗎」（上之助がべつしんか）。不過在本能寺之變時，『三河物語』的作者大久保忠教並不在京都，而且沒有任何證據支持信忠為何要多此一舉，當時信忠已是織田家家督，因此可信度全無。

- 與松姬這段無法開花結果的悲戀令後人津津樂道。

### 出生
- 關於出生，在『武功夜話』和『寬政重修諸家譜』中記載，母親是織田信雄和德川信康的正妻德姬的母親生駒吉乃，而出生年份是弘治初年間，在近年被指出有許多矛盾，最終沒能得出結論。

- 關於出生年份
  - 在『武功夜話』中記載是在弘治元年（1555年）正月於尾張國丹羽郡小折（現今愛知縣江南市）的生駒屋敷中出生，但是生駒吉乃的亡夫（土田彌平次）被討死的年份是弘治2年（1556年）9月，因此出現矛盾。
  - 在『寬政重修諸家譜』中記載是在弘治3年（1557年）於清洲城出生，母親是吉乃。不過信雄是在永祿元年（1558年）3月出生，就算是吉乃成為寡婦後馬上被信長納為妻室，在弘治2年9月至永祿元年3月之間的18個月內產下2個孩子都是不太可能的，於是出現矛盾。

- 關於實母
  - 在寬文年間（1661年－1672年）再興的尾張久昌寺中的吉乃墓石（在元祿至享保年間建立）上，正面刻有「久庵桂昌大禪定尼」字，背面則刻上「中將信忠卿・內大臣信雄公・德川信康妻號星見院、右三子母堂」字，因此信忠的母親有可能是「久庵慶珠」。不過在『久昌寺緣由』中有「巳後信雄公為慈母報恩、訴信長公、寄付於寺領」等字，向比嫡男信忠先死的久庵慶昌而寄進的是次男信雄，因此出現矛盾。
  - 在天正5年（1577年）6月，崇福寺向信忠發出的書狀中記述「因為是亡母久庵慶珠的位牌所，馬上禁止徵收諸税吧」（亡母久庵慶珠の位牌所とするので、難くせをつけたり諸税を課すことは禁止する），在美濃崇福寺的是在天正5年期間死去的女性，被認為是信忠的實母。例如是雪溪宗梅大禪定尼（在甲斐惠林寺所起的戒名，於天正元年（1573年）12月25日死去）、久庵桂昌大禪定尼（吉乃在尾張久昌寺所起的戒名，於永祿9年（1566年）5月13日死去）等。

## 官歷
- 天正2年（1574年）
  - 4月，敘任從五位下。
- 天正3年（1575年）
  - 2月23日，任官出羽介。
  - 6月1日，昇敘正五位下，出羽介如元。
  - 11月7日，改任秋田城介。
- 天正4年（1576年）
  - 1月5日，昇敘從四位下，秋田城介如元。
  - 8月4日，昇敘從四位上，秋田城介如元。
  - 12月17日，轉任左近衛少將。
- 天正5年（1577年）
  - 1月5日，昇敘正四位下，左近衛少將如元。
  - 10月15日，昇敘從三位，轉任左近衛中將。

## 被賜予偏諱的人物
- 細川忠興

## 登場作品
小說
- 織田信忠：消散在本能寺之變的信長嫡男（PHP研究所、近衛龍春（日语：近衛龍春）著）
- 小說 織田三代記（PHP研究所、羽生道英（日语：羽生道英）著）
- 櫻之城（光文社、信原潤一郎著）
- 信長與信忠（毎日新聞社、鈴木輝一郎（日语：鈴木輝一郎）著）
- 織田信忠：父為信長（学陽書房、新井政美（日语：新井政美）著）

影視劇
- 國盜物語（日语：国盗り物語 (NHK大河ドラマ)）（1973年、NHK大河劇、演：松原守）
- 德川家康（1983年、NHK大河劇、演：森篤夫）
- 女人風林火山（日语：おんな風林火山）（1986年、TBS、演：松村雄基）
- 春日局（1989年、NHK大河劇、演：草見潤平）
- 信長KING OF ZIPANGU（1992年、NHK大河劇、演：東根作壽英（日语：東根作寿英））
- 獲取天下的男人 豐臣秀吉（日语：天下を獲った男 豊臣秀吉）（1993年、TBS、演：野村宏伸）
- 織田信長（1994年、TX、演：齊藤隆治（日语：斉藤隆治））
- 秀吉（1996年、NHK大河劇、演：西川忠志）
- 利家與松（2002年、NHK大河劇、演：日野誠二）
- 國盜物語（日语：国盗り物語#新春ワイド時代劇版）（2005年、TX、演：芹澤秀明（日语：芹沢秀明））
- 功名十字路（2006年、NHK大河劇、演：今市直之）
- 敵在本能寺（2007年、EX、演：植栗芳樹）
- 江~公主們的戰國~（2011年、NHK大河劇、演：谷田歩）
- 清須會議（2013年、東寶、演：中村勘九郎（日语：中村勘九郎 (6代目)））
- 軍師官兵衛 （2014年、NHK大河劇、演：中村倫也）
- 真田丸 （2016年、NHK大河劇、演：玉置玲央）
- 信長燃燒（日语：信長燃ゆ#テレビドラマ）（2016年、TX、演：早乙女太一）
- 麒麟來了（2020年、NHK大河劇、演：井上瑞稀）